# قائمة الجامعات في السودان
تضم السودان عددًا من الجامعات والمؤسسات التعليمية المتنوعة، تتوزع بين الحكومية والخاصة والأهلية، وتنتشر في مختلف الولايات لتلبية احتياجات التعليم العالي في البلاد.

### الجامعات الحكومية
هي منشآت التعليم العالي التي لا تهدف للربح وتحصل على تمويلها من الموازنة العامة للدولة، وهدفها الوحيد والرئيسي خدمة العملية التعليمية والبحث العلمي وخدمة المجتمع.
| الاسم                                 | التأسيس                        | موقع إنترنت                                                              | ملاحظات |
| وزارة التعليم العالي                  | وزارة التعليم العالي           | وزارة التعليم العالي                                                     | وزارة التعليم العالي |
| ------------------------------------- | ------------------------------ | ------------------------------------------------------------------------ | --- |
| جامعة الخرطوم                         | في الخرطوم سنة 1902            | uofk.edu نسخة محفوظة 27 أكتوبر 2021 على موقع واي باك مشين.               | تأسست 1902 تحت اسم كلية غوردون التذكارية من قبل اللورد كتشنر أثناء فترة الاستعمار البريطاني في السودان. تمت ترقية الكلية في عام 1951 لتصبح كلية الخرطوم الجامعية. بعد استقلال السودان أقر البرلمان مشروع قانون منح الكلية الوضع الجامعي الكامل في 24 يوليو 1956.                                   |
| جامعة أم درمان الإسلامية              | في أم درمان سنة 1912           | oiu.edu.sd                                                               | بدأت معهداً علمياً في العام 1912 وتطورت حتى أضحت جامعة في العام 1965. تضم الجامعة الآن 20 كلية وخمس معاهد علاوة على فروع داخل وخارج السودان. |
| جامعة بخت الرضا                       | في ولاية النيل الأبيض سنة 1997 | uofb.edu.sd                                                              | |
| جامعة النيلين                         | في الخرطوم سنة 1956            | neelain.edu.sd                                                           | أمر الرئيس الراحل جمال عبد الناصر بتأسيسها في الخرطوم عام 1956 لتكون فرعاً لجامعة القاهرة «جامعة القاهرة فرع الخرطوم» في منتصف مارس من العام 1993 صدر قرار جمهوري بجعلها جامعة سوادينة وتحويلها إلى «جامعة النيلين».                                                                                |
| جامعة الجزيرة                         | في ولاية الجزيرة سنة 1975      | uofg.edu.sd                                                              | |
| جامعة السودان للعلوم والتكنولوجيا     | في الخرطوم سنة 1975            | sustech.edu/ar                                                           | تضم الجامعة 22 كلية. |
| جامعة الفاشر                          | في الفاشر سنة 1990             | fashir.edu.sd                                                            | افتتحت رسمياً بمدينة الفاشر في فبراير 1991م تحت اسم «جامعة الفاتح من سبتمبر». في عام 1993م قسم إقليم دارفور إلى ثلاث ولايات فاستقلت كل ولاية بالكلية التي فيها لتصبح نواة لجامعة، وعليه صارت الكليات المتبقية من «جامعة الفاتح من سبتمبر» بولاية شمال دارفور نواة لجامعة الفاشر.                    |
| جامعة وادي النيل                      | في عطبرة سنة 1990              | nilevalley.edu.sd                                                        | |
| جامعة كردفان                          | في ولاية شمال كردفان سنة 1990  | الموقع الرسمي للجامعة                                                    | |
| جامعة القرآن الكريم والعلوم الإسلامية | في أم درمان سنة 1990           | quran-unv.edu.sd                                                         | - تقيم الجامعة دورة في حفظ القرآن الكريم للطلاب الراغبين في الالتحاق بها ثم تعقد اختباراً تحريرياً في الأجزاء المطلوب حفظها. - تشترط الجامعة حفظ الأجزاء الثلاثة الأخيرة للطلاب الراغبين في الالتحاق بجميع الكليات عدا كلية القرآن الكريم حيث تشترط الجامعة حفظ الأجزاء العشرة الأخيرة للالتحاق بها. |
| جامعة البحر الأحمر                    | في بورتسودان سنة 1994          | rsu.edu.sd                                                               | أنشأت الجامعة بموجب مرسوم جمهوري قضى بتقسيم «جامعة الشرق» إلى ثلاثه جامعات هى جامعة كسلا، وجامعة القضارف، وجامعة البحر الاحمر. |
| جامعة كسلا                            | في كسلا سنة 1994               | kassalauni.edu.sd                                                        | هي إحدى الجامعات الثلاث (جامعة البحر الاحمر وجامعة القضارف) الناتجة عن تقسيم جامعة الشرق قديماً. |
| جامعة القضارف                         | في القضارف سنة 1994            | gaduniv.edu.sd                                                           | هي احدى الجامعات الثلاث (جامعة كسلا وجامعة البحر الاحمر) الناتجة عن تقسيم جامعة الشرق قديماً. |
| جامعة الزعيم الأزهري                  | في الخرطوم سنة 1993            | aau.edu.sd                                                               | المقر الرئيسي الخرطوم بحري ولها عدد من الفروع في ام درمان |
| جامعة دنقلا                           | في دنقلا سنة 1994              | https://www.uofd.edu.sd/                                                 | |
| جامعة سنار                            | في ولاية سنار سنة 1993         | https://uofs.edu.sd/                                                     | |
| جامعة السلام                          | في الفولة سنة 2008             | peace.edu.sd نسخة محفوظة 26 سبتمبر 2018 على موقع واي باك مشين.           | |
| جامعة نِيالا                           | في نيالا سنة 1994              | nyalau.edu.sd                                                            | |
| جامعة الإمام المهدي                   | في ولاية النيل الأبيض سنة 1994 | mahdi.edu.sd                                                             | |
| جامعة شندي                            | في شندي سنة 1994               | ush.sd                                                                   | |
| جامعة الدلنج                          | في الدلنج سنة 1995             | dalanjuniversity.edu.sd نسخة محفوظة 30 يونيو 2017 على موقع واي باك مشين. | |
| جامعة السودان المفتوحة                | في الخرطوم سنة 2002            | ous.edu.sd                                                               | |
| جامعة النيل الأزرق                    | في ولاية النيل الأزرق سنة 1995 | uobn.edu.sd نسخة محفوظة 27 أكتوبر 2021 على موقع واي باك مشين.            | |
| جامعة غرب كردفان                      | في ولاية غرب كردفان سنة 1997   | wku.edu.sd                                                               | |
| جامعة البطانة                         | في ولاية الجزيرة سنة 2001      | https://albutana.edu.sd/                                                 | |
| جامعة الشيخ عبد الله البدري           | في ولاية نهر النيل سنة 2002    | eaeu.edu.sd                                                              | |
| جامعة عبد اللطيف الحمد التكنولوجية    | في مروي سنة 2009               | merowe.edu.sd                                                            | |
| جامعة بحري                            | في الخرطوم بحري سنة 2011       | bahri.edu.sd نسخة محفوظة 7 ديسمبر 2021 على موقع واي باك مشين.            | |
| جامعة زالنجي                          | في زالنجي سنة 1994             | zalingei.edu.sd                                                          | |
| جامعة الضعين                          | في الضعين سنة 2016             | eldaeinun.edu.sd                                                         | |
| جامعة شرق كردفان                      | في ولايه جنوب كردفان سنة 2016  | uek.edu.sd نسخة محفوظة 27 أكتوبر 2021 على موقع واي باك مشين.             | |

### المنشآت الخاصة
| الاسم                                     | التأسيس | موقع إنترنت                                                   | ملاحظات |
| ----------------------------------------- | --- | ------------------------------------------------------------- | --- |
| جامعة الأحفاد للبنات                      | في أم درمان سنة 1966 | ahfad.edu.sd نسخة محفوظة 6 سبتمبر 2011 على موقع واي باك مشين. | |
| جامعة أفريقيا العالمية                    | في الخرطوم سنة 1966 | iua.edu.sd                                                    | |
| جامعة العلوم والدراسات التطبيقية          | تأسست في الخرطوم في العام 1990م | https://www.tatbigia.edu.sd/                                  | |
| جامعة السودان العالمية                    | في الخرطوم سنة 1990 | siu-sd.com                                                    | |
| جامعة المستقبل                            | في بدر سنة 2006 | futureu.edu.sd                                                | |
| جامعة العلوم والتقانة                     | في أم درمان سنة 1995 | ust.edu.sd                                                    | |
| جامعة العلوم الطبية والتكنولوجيا          | في الخرطوم سنة 1996 | umst-edu.sd                                                   | - تُعرف أيضاً باسم جامعة مأمون حمِّيدة نسبةً لمؤسسها البروفيسور مأمون محمد علي حميدة. - تأسست عام 1996 باسم أكاديمية العلوم الطبية والتكنولوجيا، وفي عام 2006 تم ترفيعها إلى جامعة. |
| جامعة ابن سينا                            | في الخرطوم سنة 2000 | isu.edu.sd                                                    | تأسست في عام 2000 بأسم كليى ة الخرطوم للعلوم الطبية. وفي مارس 2016 تم ترقية الكلية لتكون جامعة ابن سينا مع خمس كليات والتي هي الطب وطب الأسنان والصيدلة السريرية وتكنولوجيا المختبرات الطبية والعلاج الطبيعي والتأهيل |
| جامعة الرباط الوطني                       | في الخرطوم سنة 2000 | ribat.edu.sd                                                  | |
| جامعة المشرق                              | في الخرطوم بحري سنة 2003 | mashreq.edu.sd                                                | - جامعة المشرق هي أول جامعة في الشرق الأوسط تقدم البكالوريوس مع مرتبة الشرف في الذكاء الاصطناعي. - تضم الجامعة 6 كليات. |
| الجامعة الوطنية - السودان                 | في الخرطوم سنة 2005 | nu.edu.sd                                                     | - تضم الجامعة إحدى عشرة كلية. |
| جامعة المغتربين                           | في الخرطوم سنة 2010 | mu.edu.sd نسخة محفوظة 27 سبتمبر 2018 على موقع واي باك مشين.   | - تُعتبر جامعة المغتربين أول جامعة في السودان تُنشأ كجامعة دون المرور بمرحلة الكليات وأيضاً أول جامعة تُنشأ بمفهوم الشراكة بين الحكومة والقطاع الخاص. - برزت فكرة إنشاء جامعة المغتربين كمبادرة من مجموعة من المغتربين بالمملكة العربية السعودية.. وقد تبني الفكرة مؤتمر المغتربين الرابع الذي انعقد في أغسطس عام 2000 برعاية جهاز تنظيم شؤون السودانيين العاملين بالخارج. |
| ACGكلية عزة الجامعية للبنات               | في الخرطوم سنة 2019 | azza.edu.sd                                                   | |
| ACGكلية المدائن للعلوم الطبية والتكنلوجيا | في الخرطوم سنة 2017 |                                                               | |
| جامعة الإمام الهادي                       | في امدرمان سنة 1996 |                                                               | |
| كلية نبتة                                 | السودان – الخرطوم – الرياض – تقاطع شارع المشتل مع شارع عبيد ختم مربع 10 مبني رقم 151. السودان –الخرطوم بحرى – كافورى شمال القنطرة مربع11 مبنى رقم 117. | https://napata.edu.sd                                         | |
| كلية النهضة                               | في الخرطوم عام 2014 (منذ 9 سنوات) | https://nahda.edu.sd                                          | |

### ولاية غرب دارفور
| الاسم         | التأسيس    | موقع إنترنت | ملاحظات |
| ------------- | ---------- | ----------- | ------- |
| جامعة الجنينة | في الجنينة | gu.edu.sd   |         |

### ولاية النيل الأبيض
| الاسم              | التأسيس           | موقع إنترنت | ملاحظات |
| ------------------ | ----------------- | ----------- | ------- |
| جامعة النيل الأبيض | في كوستي سنة 1999 | wnu.edu.sd  |         |

## المنشآت الأهلية
| الاسمكلية أبوروف للعلوم والتكنولوجيا Aburuf College of Science & Technolgy | أسسها المستشار عثمان الحسن أبوروف عام 2016 وتم إعتمادها من قبل وزارة التعليم والبحث العلمي بجمهورية السودان عام 2022 | www.aburuf.edu.sd      | تضم سبعة براماج وهي علوم التمريض وعلوم المختبرات الطبية تقانة المعلومات والإقتصاد اللغات والعلوم الإدارية و برنامج القانون باللغة الإنجليزية |  |  |
| -------------------------------------------------------------------------- | --- | ---------------------- | --- |  |  |
| جامعة أم درمان الأهلية                                                     | في أم درمان سنة 1985                                                                                                 | nileu.edu.eg           | - أول جامعة للتعليم الاهلي تنشأ في السودان، أسسها دكتور محمد عمر بشير - تضم الجامعة سبع كليات                                                |  |  |
| جامعة ود مدني الأهلية                                                      | في ود مدني سنة 1992                                                                                                  | wadmedani-ahlia.edu.sd | تضم الجامعة 5 كليات. |  |  |